# B.Brown Posse
A B. Brown Posse az amerikai R&B énekes, Bobby Brown és csapatának 1993-ban megjelent egyetlen albuma, melyen olyan művészekkel együtt hallható, mint Harold Travis * Smoothe Sylk * Dede O'Neal * Coop B vagy Coupe B * és Stylez. Az album nem szerepel Bobby Brown diszkográfiájában.
Az album mint B. Brown Posse jelent meg, mint amerikai hiphopcsapat, és nem mint Bobby Brown album.
Az albumról a Drop It On The One című dal jelent meg  12", és 7" inches lemezen. 
Az albumra 11 dal került fel.

## Megjelenések
MC  MCA MCAC 10785 

CD  MCA MCD 10785
1. "Drop It On The One" - B.Brown Posse
2. "It's My Life" - Smoothe Sylk
3. "Your Love" - Dede O'neal ft. Bobby Brown
4. "La La La" - Harold Travis
5. "Let Me Touch You" - Smoothe Sylk
6. "Where Did Love Go" - Harold Travis
7. "Why'd U Hurt Me" - Dede O'neal
8. "Bounce" - Stylz
9. "Rollin' wit the Roughness" - Coop B
10. "1 Thru 12" - Stylz
11. "Nothing Comes for Free" - Coop B